# Aeromonas punctata
Aeromonas punctata (syn. A. hydrophila, A. iquefaciens, Bacillus punctatus, Pseudomonas punctata) je gramnegativní půdní[zdroj?] bakterie z rodu Aeromonas. Tento druh obsahuje peptidázy. Používá se k výrobě fytohemagglutininu.